# David and Lisa
David and Lisa is een Amerikaanse film uit 1962 waarin de psychische aandoening dissociatieve identiteitsstoornis (dis) aan bod komt. De film werd gemaakt door filmregisseur Frank Perry (1930-1995) naar het tweede verhaal in de twee-in-een novelles Jordi/Lisa and David van Theodore Isaac Rubin (1923-2019). Ook Frank Perry's vrouw Eleanor Rosenfeld (1914-1981) werkte mee aan de film.

## Verhaal
David Clemens komt, onder leiding van zijn overbezorgde moeder, aan in een psychiatrisch instituut om van zijn aandoening af te raken. David lijdt aan nachtmerries waarin hij personen die hem aangeraakt of misbegrepen hebben aan een reusachtig uurwerk vastmaakt om hen met behulp van de grote wijzer te onthoofden. David heeft smetvrees en is doodsbang om aangeraakt te worden want dan zou hij kunnen sterven.
In het psychiatrisch instituut maakt hij kennis met Dr. Alan Swinford die hem probeert te begrijpen en te helpen, hetgeen aanvankelijk niet lukt omdat David Clemens het niet kan vinden met een geleerde psychiater. Geleidelijk aan lukt het wel en Dr. Alan Swinford begint in te zien dat David Clemens hyperintelligent is en aanleg heeft om ook een functie uit te oefenen in de gezondheidszorg. David maakt ook kennis met het meisje Lisa Brandt dat lijdt aan dissociatieve identiteitsstoornis en twee totaal verschillende persoonlijkheden in zich herbergt. Als ze zichzelf is gedraagt ze zich als een kind van ongeveer 5 jaar dat onnozele bewegingen maakt en op een onzinnige en rijmende manier verbaal communiceert. Wanneer Lisa zich bedreigd of onbegrepen voelt verandert ze in Muriel, een persoonlijkheid met een duister en uitdagend karakter dat Davids angst om aangeraakt te worden op de proef stelt, waarbij David zich in het nauw gedreven voelt. Duidelijk aangedaan door deze confrontatie begint David Clemens in te zien dat zich in Lisa Brandt een intelligente persoonlijkheid verbergt, echter af en toe tevoorschijn komend na conflictsituaties.
Na zo'n zoveelste conflictsituatie rent Lisa Brandt het psychiatrisch instituut uit richting treinstation, waar ze de trein neemt om het beeldhouwwerk te ontmoeten dat ze eerder omhelsd had tijdens een begeleid bezoek aan een kunstmuseum (Philadelphia Museum of Art). Dr. Alan Swinford en David Clemens reppen zich naar het kunstmuseum waar ze Lisa Brandt zien liggen aan de ingang ervan, waarbij David het ergste vreest, doch naderhand ziet en merkt dat Lisa Brandt van haar psychische aandoening verlost blijkt te zijn. Duidelijk blij verrast en opgelucht vraagt David aan Lisa of ze zijn hand wil vasthouden, en gezamenlijk dalen ze de trappen van het museum af om naar de auto van de wachtende Dr. Alan Swinford te wandelen.

## Rolverdeling
| Acteur            | Personage            | Beschrijving                                                        |
| ----------------- | -------------------- | ------------------------------------------------------------------- |
| Keir Dullea       | David Clemens        |                                                                     |
| Janet Margolin    | Lisa Brandt / Muriel |                                                                     |
| Howard Da Silva   | Dr. Alan Swinford    |                                                                     |
| Neva Patterson    | Mrs. Clemens         | De moeder van David Clemens                                         |
| Richard McMurray  | Mr. Clemens          | De vader van David Clemens                                          |
| Clifton James     | John                 | begeleider van Lisa Brandt / Muriel                                 |
| Nancy Nutter      | Maureen              | begeleidster van de patiënten/leerlingen in het instituut           |
| Mathew Anden      | Simon                | schakende en pianospelende patiënt/leerling                         |
| Jaime Sanchez     | Carlos               | ondeugende patiënt/leerling met gevoel voor variété                 |
| Coni Hudak        | Kate                 | sigaretten rokende patiënte/leerlinge met een doorrookte rauwe stem |
| Karen Lynn Gorney | Josette              | eigenwijze gitaarspelende patiënte/leerlinge                        |
| Janet Lee Parker  | Sandra               | zwakbegaafde patiënte/leerlinge met angst voor grote groepen mensen |
| Frank Perry       |                      | Krantenverkoper                                                     |

## Merkwaardigheid
In de film blijkt David Clemens (Keir Dullea) in het geheim bezig te zijn aan een uitvinding gerelateerd aan de radiografische klok. Hij doet dat omdat er in heel de wereld geen enkel uurwerk de exacte tijd weergeeft, en besluit om een uitzendstation te bouwen dat naar ieder radio-ontvangend uurwerk in de wijde omgeving de exacte tijd uitzendt.

## Bunch of screwballs, spoiling the town!
De moeilijk te beantwoorden vraag wat nu precies normaal en/of abnormaal is wordt in de film David and Lisa op een pijnlijke en kwetsende manier aan de kijkers gepresenteerd. Zo komt in een bepaalde scene in een treinstation een normaal gezin (vader, moeder, zoon) tot het besef dat er andere mensen bestaan die in 't geheel niet zo normaal lijken als zijzelf, en daarmee door de vader van het gezin aanzien worden als een bende gekken die de stad verpesten.

## Nouvelle vague
De film David and Lisa straalt een sterke Nouvelle vague invloed uit. Dit valt op tijdens bepaalde scènes, zoals wanneer Lisa Brandt (Janet Margolin) recht in de lens van de camera kijkt (John, John, I'm a girl, a pearl of a girl!), en ook als haar tweede persoonlijkheid (Muriel) de van angst verstijvende David Clemens op zijn plaats weet te zetten door hem als een kat aan te blijven staren en hem bijna aan te raken.

## Trivia

### Tron
De scene waarin de uitdagende Muriel met haar wijsvinger de verbijsterde David Clemens een lesje weet te leren om nooit meer te vergeten (ze raakt hem bijna aan om vervolgens als een sluwe kat weer weg te wandelen), zou ook te zien geweest zijn in de film Tron van Steven Lisberger (1982), echter, de scene met de wijsvinger werd uit Tron gehaald.

### A-Train
In het nummer A-Train uit het album Fourth Wall (1981) van de Britse new wave groep The Flying Lizards komt de volgende passage uit David and Lisa:
- David, David look at me, what do you see? What do you see? I see a girl, who looks like a pearl. A pearl of a girl.